# Metropolitní města v Itálii

Mapky metropolitních měst Itálie, vyznačené žlutě

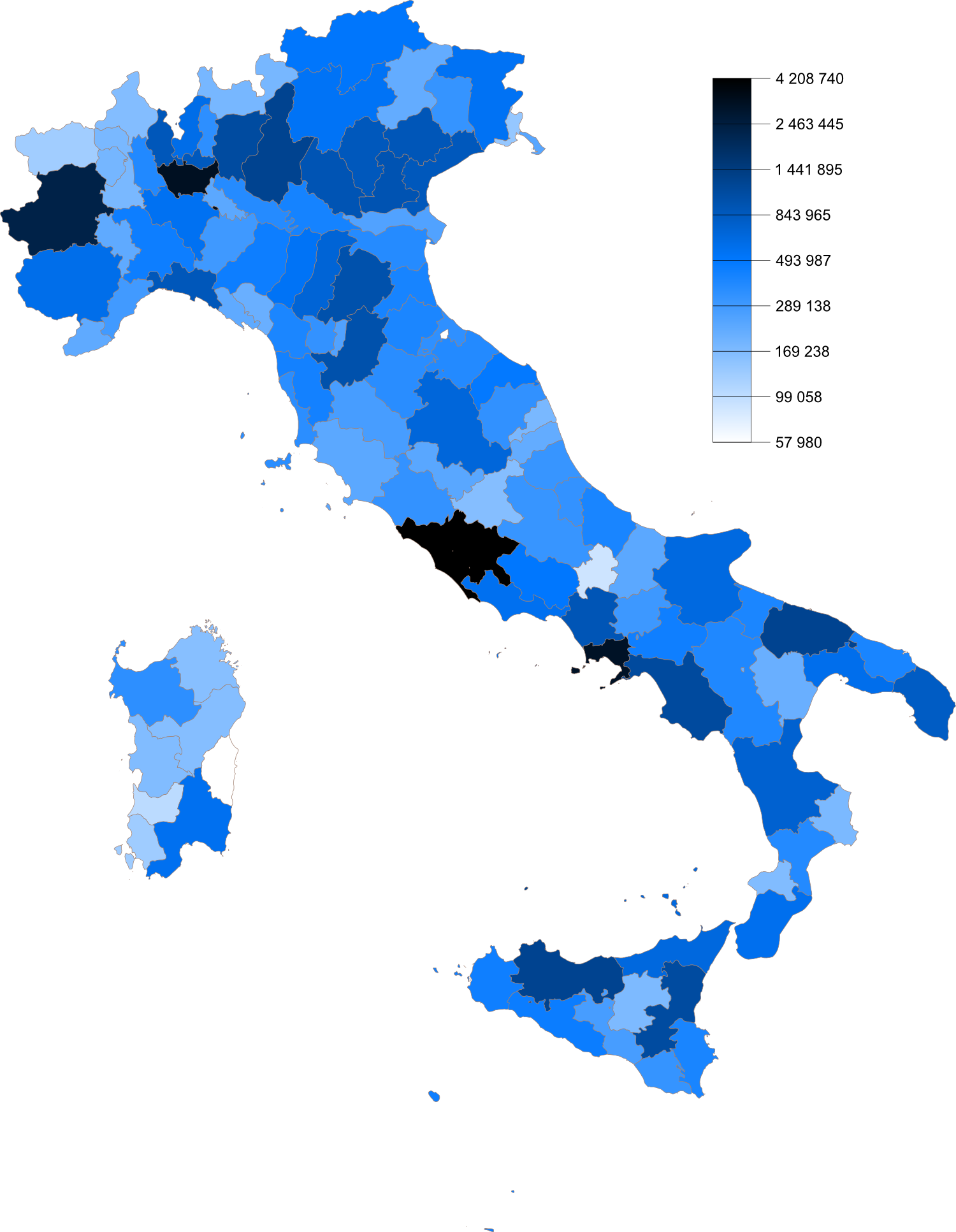
Počet obyvatel provincií a italských metropolitních měst

Metropolitní města v Itálii (italsky città metropolitane d'Italia) je souhrrné označení 14 měst se zvláštním statusem metropolitní město.

## Seznam
Územní jsou řazena abecedně podle názvu.
| Metropolitní město | Metropolitní město | označení | region         | počet obyvatel (ab.) | rozloha (km²) | hustota zalidnění (obyv./km²) | počet obcí | datum založení | metropolitní primátor                 | politická strana                           |
| ------------------ | ------------------ | -------- | -------------- | -------------------- | ------------- | ----------------------------- | ---------- | -------------- | ------------------------------------- | ------------------------------------------ |
| Bari               |                    | BA       | Apulie         | 1 251 994            | 3 825         | 329                           | 41         | 8. dubna 2014  | Antonio Decaro od 1. ledna 2015       | PD                                         |
| Bologna            |                    | BO       | Emilia-Romagna | 1 014 619            | 3 702         | 273                           | 56         | 8. dubna 2014  | Virginio Merola od 1. ledna 2015      | PD                                         |
| Cagliari           |                    | CA       | Sardinie       | 431 038              | 1 248         | 346                           | 17         | 4. února 2016  | Massimo Zedda od 17. března 2016      | Nezávislý (středolevice)                   |
| Katánie            |                    | CT       | Sicílie        | 1 107 702            | 3 553         | 312                           | 58         | 4. srpna 2015  | Salvo Pogliese od 11. června 2018     | FI                                         |
| Florencie          |                    | FI       | Toskánsko      | 1 011 349            | 3 515         | 288                           | 42         | 8. dubna 2014  | Dario Nardella od 1. ledna 2015       | PD                                         |
| Janov              |                    | GE       | Ligurie        | 841 180              | 1 839         | 459                           | 67         | 1. ledna 2015  | Marco Bucci od 26. června 2017        | Nezávislý (středopravice)                  |
| Messina            |                    | ME       | Sicílie        | 626 876              | 3 247         | 194                           | 108        | 4. srpna 2015  | On. Cateno De Luca od 26. června 2018 | Nezávislý střed (dříve UDC a Sicilia Vera) |
| Milán              |                    | MI       | Lombardie      | 3 250 315            | 1 575         | 2 054                         | 134        |                | Giuseppe Sala                         | Nezávislý (středolevice)                   |
| Neapol             |                    | NA       | Kampánie       | 3 084 890            | 1 171         | 2 648                         | 92         |                | Luigi de Magistris                    | Democrazia Autonoma                        |
| Palermo            |                    | PA       | Sicílie        | 1 252 588            | 4 992         | 252                           | 82         |                | Leoluca Orlando                       | PD                                         |
| Reggio di Calabria |                    | RC       | Kalábrie       | 548 009              | 3 184         | 173                           | 97         |                | Giuseppe Falcomatà                    | PD                                         |
| Hl. město Řím      |                    | RM       | Lazio          | 4 342 212            | 5 352         | 814                           | 121        |                | Virginia Raggi                        | M5S                                        |
| Turín              |                    | TO       | Piemont        | 2 259 523            | 6 829         | 332                           | 316        |                | Chiara Appendino                      | M5S                                        |
| Benátky            |                    | VE       | Benátsko       | 853 338              | 2 461         | 347                           | 44         |                | Luigi Brugnaro                        | Nezávislý (středopravice)                  |
| Celkem             |                    | –        | –              | 21 925 630           | 46 493        | 472                           | 1 275      |                | –                                     | –                                          |

## Galerie

Bari
Bologna
Cagliari
Katánie
Florencie
Janov
Messina
Milán
Neapol
Palermo
Reggio di Calabria
Hlavní město Řím
Turín
Benátky